# أندرياس أنتونوبولوس
أندرياس أنتونوبولوس (مواليد 1972 في لندن) بريطاني - يوناني كاتب ومتحدث تحفيزي وتقني في مجال تكنولوجيا البيتكوين، وزميل مدرس لماجستير العملات الرقمية في جامعة نيقوسيا.

## حياته
ولد في لندن عام 1972، المملكة المتحدة، وانتقل إلى أثينا باليونان خلال المجلس العسكري اليوناني، قضى طفولته هناك، وفي سن 17 عاد إلى المملكة المتحدة، حصل على شهادة في علوم الحاسوب واتصالات البيانات والشبكات والأنظمة الموزعة من كلية لندن الجامعية.

## الفهرس

### كتب
- Mastering Bitcoin: Unlocking Digital Currencies (2014, O'Reilly) (ردمك 978-1449374044)
- Mastering Bitcoin 2nd Edition: Programming the Open Blockchain (2017, O'Reilly) (ردمك 978-1491954386)
- Mastering Ethereum: Building Smart Contracts and dApps (2018, O'Reilly) (ردمك 978-1491971949)
- The Internet of Money (Volume 1) (2016, O'Reilly) (ردمك 978-1537000459)
- The Internet of Money (Volume 2) (2017, Merkle Bloom, self-published) (ردمك 978-1947910065)
- The Internet of Money (Volume 3) (2019, Merkle Bloom, self-published) (ردمك 978-1947910171)